# Selska Poleana, Haskovo
Selska Poleana (în bulgară Селска Поляна) este un sat în comuna Madjarovo, regiunea Haskovo,  Bulgaria. 

## Demografie
Componența etnică a satului Selska Poleana
     Turci (92,85%)
     Nicio identificare (7,14%)
     Altele (0%)
La recensământul din 2011, populația satului Selska Poleana era de 70 locuitori. Din punct de vedere etnic, majoritatea locuitorilor (92,85%) erau turci. Pentru 7,14% din locuitori nu este cunoscută apartenența etnică.